# Good Girl Gone Bad Live
Good Girl Gone Bad Live je prvo glazbeno DVD i Blu-Ray video izdanje barbadoške R&B pjevačice Rihanne. Objavljen je 13. lipnja 2008. godine. DVD prikazuje show iz MEN Arene u Manchesteru, snimljene tijekom turneje Good Girl Gone Bad Tour 6. prosinca 2007. godine. DVD je nominiran za nagradu Grammy za najbolji glazbeni album na 51. dodjeli istoimene nagrade.

## Popis pjesama
1. Uvod
2. "Pon de Replay"
3. "Break It Off"
4. "Let Me"
5. "Rehab"
6. "Breakin' Dishes"
7. "Is This Love" (pjesma Boba Marleya)
8. "Kisses Don't Lie"
9. "Scratch"
10. "SOS"
11. "Good Girl Gone Bad"
12. "Hate That I Love You"
13. "Unfaithful"
14. "Sell Me Candy"
15. DJ Kevmo / "Don't Stop the Music"
16. "Push up on Me"
17. "Shut Up and Drive"
18. "Question Existing"
19. "Umbrella"

### Dodatni sadržaji
1. "Dokumentarni sadržaj" – To je dokumentarni film o putovanju zbog turneje the Good Girl Gone Bad Tour od rujna do ožujka. Rihanna priča o svojim kostimima, dnevnom rasporedu, pratećem bendu i pozornici.
2. "Neslužbeni videospot" − "Umbrella" − od članova sastava.

## Povijest objavljivanja
| Država                          | Datum             |
| ------------------------------- | ----------------- |
| Europa i Ujedinjeno Kraljevstvo | 13. lipnja 2008.  |
| Australija, Japan, i Azija      | 17. lipnja 2008.  |
| Brazil                          | 24. lipnja 2008.  |
| SAD i Kanada                    | 4. studenog 2008. |

## Top ljestvice
| Top ljestvica (2008) | Najviša pozicija | Certifikacija |
| -------------------- | ---------------- | ------------- |
| SAD                  | 6                | zlatna        |
| Australija           | 6                |               |
| Belgija              | 2                |               |
| Italija              | 9                | platinasta    |